# NGC 1979
NGC 1979 (còn được gọi là ESO 487-24) là một thiên hà dạng thấu kính trong chòm sao Thiên Thố. Nó cách Dải Ngân hà khoảng 78 triệu năm ánh sáng. Nó được phát hiện bởi William Herschel vào ngày 20 tháng 11 năm 1784  và kích thước của nó là 1,8 x 1,8 phút cung.